# Orthomorpha
Orthomorpha é um gênero de milípedes da família Paradoxosomatidae contendo aproximadamente 50 espécies distribuídas no Sudeste Asiático.

## Descrição
As espécies de Orthomorpha possuem 20 segmentos corporais e variam de 15 a 50 mm de comprimento quando adultos. Eles variam de 1,1 a 3,1 mm de largura do corpo, com paranotas proeminentes (quilhas laterais) estendendo a largura para 1,5 a 6,7 mm. A coloração da base varia de marrom a preto, com paranotas de cores vivas e marcações em vários tons de amarelo, laranja e marrom, que se tornam mais fracas em espécimes preservados em álcool. Algumas espécies têm saliências proeminentes ou "tubérculos" em seus segmentos metatergais dorsais.

## Distribuição
As espécies de Orthomorpha variam de Mianmar no oeste, através de toda a Península Indochinesa, até Lombok, Indonésia. A espécie O. coarctata, (também conhecida como Asiomorpha coarctata) foi amplamente introduzida pelo homem nos trópicos de todo o mundo.

## Espécies
O gênero foi revisado por Likhitrakarn, Golovatch & Panha em 2011, que descreveu várias novas espécies e atribuiu duas ao novo gênero Orthomorphoides, resultando em um total de 51 espécies nomeadas de Orthomorpha. Mais três espécies do Laos foram descritas em 2014.
- Orthomorpha alutaria Likhitrakarn, Golovatch & Panha, 2010
- Orthomorpha arboricola (Attems, 1937)
- Orthomorpha asticta Likhitrakarn, Golovatch & Panha, 2010
- Orthomorpha atypica Likhitrakarn, Golovatch, & Panha, 2011
- Orthomorpha baliorum Golovatch, 1995
- Orthomorpha banglangensis Golovatch, 1998
- Orthomorpha beaumontii (Le Guillou, 1841)
- Orthomorpha beroni Golovatch, 1997
- Orthomorpha bipunctata (Sinclair, 1901)
- Orthomorpha butteli Carl, 1922
- Orthomorpha cambodjana (Attems, 1953)
- Orthomorpha coarctata (De Saussure, 1860) (Alternately known as Asiomorpha coarctata)
- Orthomorpha communis Likhitrakarn, Golovatch, & Panha, 2011
- Orthomorpha conspicua (Pocock, 1894)
- Orthomorpha crucifer (Pocock, 1889)
- Orthomorpha elevata Likhitrakarn, Golovatch, & Panha, 2011
- Orthomorpha enghoffi Likhitrakarn, Golovatch & Panha, 2010
- Orthomorpha flaviventer (Attems, 1898)
- Orthomorpha fluminoris Hoffman, 1977
- Orthomorpha francisca Attems, 1930
- Orthomorpha fuscocollaris Pocock, 1895
- Orthomorpha gladiata Likhitrakarn, Golovatch, & Panha, 2014
- Orthomorpha glandulosa (Attems, 1937)
- Orthomorpha horologiformis Golovatch, 1998
- Orthomorpha hydrobiologica Attems, 1930
- Orthomorpha insularis Pocock, 1895
- Orthomorpha isarankurai Likhitrakarn, Golovatch, & Panha, 2011
- Orthomorpha karschi (Pocock, 1889)
- Orthomorpha latiterga Likhitrakarn, Golovatch, & Panha, 2011
- Orthomorpha lauta Golovatch, 1998
- Orthomorpha melischi Golovatch, 1997
- Orthomorpha mikrotropis Attems, 1898
- Orthomorpha murphyi Hoffman, 1977
- Orthomorpha parasericata Likhitrakarn, Golovatch & Panha, 2010
- Orthomorpha paviei Brölemann, 1896
- Orthomorpha picturata Likhitrakarn, Golovatch, & Panha, 2011
- Orthomorpha pterygota Golovatch, 1998
- Orthomorpha rotundicollis (Attems, 1937)
- Orthomorpha scabra Jeekel, 1964
- Orthomorpha sericata Jeekel, 1964
- Orthomorpha similanensis Likhitrakarn, Golovatch, & Panha, 2011
- Orthomorpha spiniformis Likhitrakarn, Golovatch, & Panha, 2011
- Orthomorpha subelevata Likhitrakarn, Golovatch, & Panha, 2011
- Orthomorpha suberecta Likhitrakarn, Golovatch, & Panha, 2011
- Orthomorpha suberectoides Likhitrakarn, Golovatch, & Panha, 2014
- Orthomorpha subkarschi Golovatch, 1998
- Orthomorpha subsericata Golovatch, 1998
- Orthomorpha subtuberculifera Likhitrakarn, Golovatch, & Panha, 2011
- Orthomorpha sutchariti Likhitrakarn, Golovatch, & Panha, 2014
- Orthomorpha tenuipes (Attems, 1898)
- Orthomorpha thalebanica Golovatch, 1998
- Orthomorpha tuberculifera Likhitrakarn, Golovatch, & Panha, 2011
- Orthomorpha unicolor Attems, 1930
- Orthomorpha weberi (Pocock, 1894)
- Orthomorpha zehntneri (Carl, 1902)